# Jiande
Koordinaten: 29° 29′ N, 119° 20′ O
Die Stadt Jiande (chinesisch 建德市, Pinyin Jiàndé Shì) ist eine kreisfreie Stadt der Unterprovinzstadt Hangzhou, der Hauptstadt der Provinz Zhejiang in der Volksrepublik China. Sie hat eine Fläche von 2.317 km² und zählt 442.709 Einwohner (Stand: Zensus 2020).

## Administrative Gliederung
Auf Gemeindeebene setzt sich die kreisfreie Stadt aus drei Straßenvierteln, zwölf Großgemeinden und einer Gemeinde zusammen. 